# Bouvines
Bouvines (niederländisch: Bovingen) ist eine französische Gemeinde  mit 766 Einwohnern (Stand 1. Januar 2022) im Département Nord in der Region Hauts-de-France. Sie gehört zum Arrondissement Lille und zum Gemeindeverband Métropole Européenne de Lille.

## Geografie
Bouvines liegt in Französisch-Flandern, elf Kilometer südöstlich der Innenstadt von Lille und sieben Kilometer von der Grenzr zu Belgien entfernt. Umgeben wird Bouvines von den Nachbargemeinden Gruson im Nordosten, Cysoing im Südosten, Péronne-en-Mélantois im Südwesten und Sainghin-en-Mélantois im Nordwesten. Der Fluss Marque begrenzt die Gemeinde im Westen.

## Geschichte
Der Ort war bereits zur Zeit der Merowinger besiedelt, wie Überreste eines Friedhofs bezeugen. Der Ort Bovingole wurde erstmals 899 in einem Schriftstück Karls des Kahlen erwähnt; eine Karte der Grafschaft Flandern (zu welcher Bouvines lange Zeit gehörte) bezeugt die Ortschaft im Jahr 1002 als Villa Bovinas.
Im Jahr 1214 fand unmittelbar im Norden der Ortschaft die Schlacht bei Bouvines statt, in der der französische König Philipp II. mit Unterstützung durch die Staufer Kaiser Otto IV. und dessen englisch-welfisches Heer schlug. Das Ereignis zählte zu den größten Ritterschlachten des europäischen Mittelalters und der Ausgang hatte entscheidende Auswirkungen in England, Frankreich und dem Heiligen Römischen Reich.
Bouvines wurde auch später noch in kriegerische Auseinandersetzungen verwickelt, unter anderem wurde es im Achtzigjährigen Krieg 1578 von dem niederländischen Befehlshaber Gilles de Berlaymont eingenommen. Während des Ersten Koalitionskriegs war die Brücke über die Marque im Vorfeld des alliierten Aufmarsches bei der Schlacht bei Tourcoing eine wichtige Position.
Der Bürgermeister Félix Dehau war 1872 der jüngste Bürgermeister Frankreichs und schied 1934 als Doyen unter den Bürgermeistern Frankreichs aus dem Amt. In seine 62-jährige Amtszeit fiel die Entscheidung für den Wiederaufbau der Kirche Saint-Pierre; er gründete auch in Lille die heute älteste Landwirtschaftsschule Frankreichs. In Dehaus Wohnhaus richteten seine Kinder nach seinem Tod ein Dominikaner-Kloster ein.

## Bevölkerungsentwicklung
| Jahr                       | 1962 | 1968 | 1975 | 1982 | 1990 | 1999 | 2010 | 2020 |
| Einwohner                  | 564  | 560  | 611  | 577  | 683  | 772  | 709  | 746  |
| Quellen: Cassini und INSEE |      |      |      |      |      |      |      |      |

## Sehenswürdigkeiten
Zu  den Sehenswürdigkeiten des Orts zählen das Dominikaner-Kloster, die Kirche St-Pierre (Monument historique) mit von Emmanuel Champigneulle gestalteten Fenstern und ein Obelisk zur Erinnerung an die Schlacht bei Bouvines.

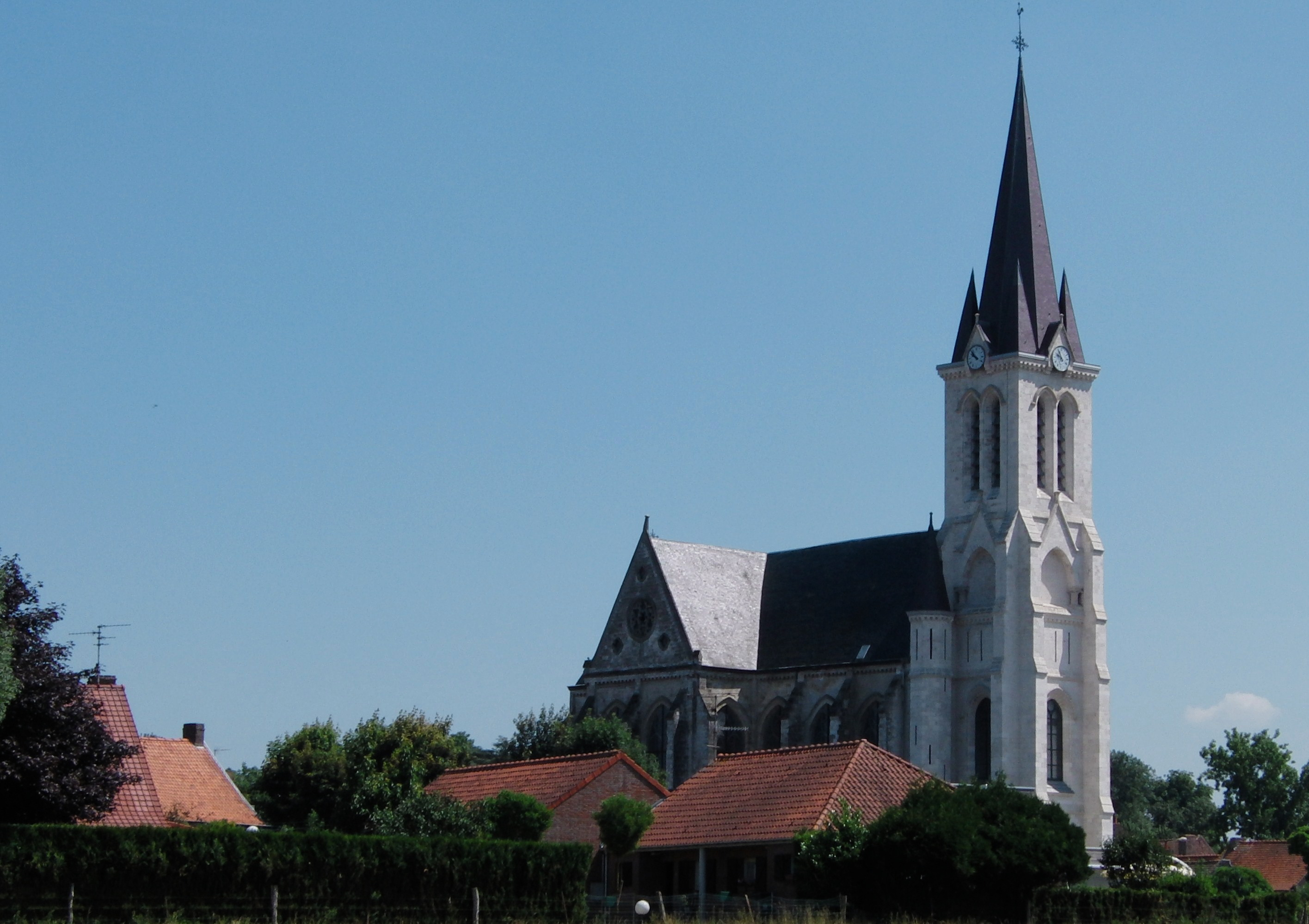
Kirche Saint-Pierre
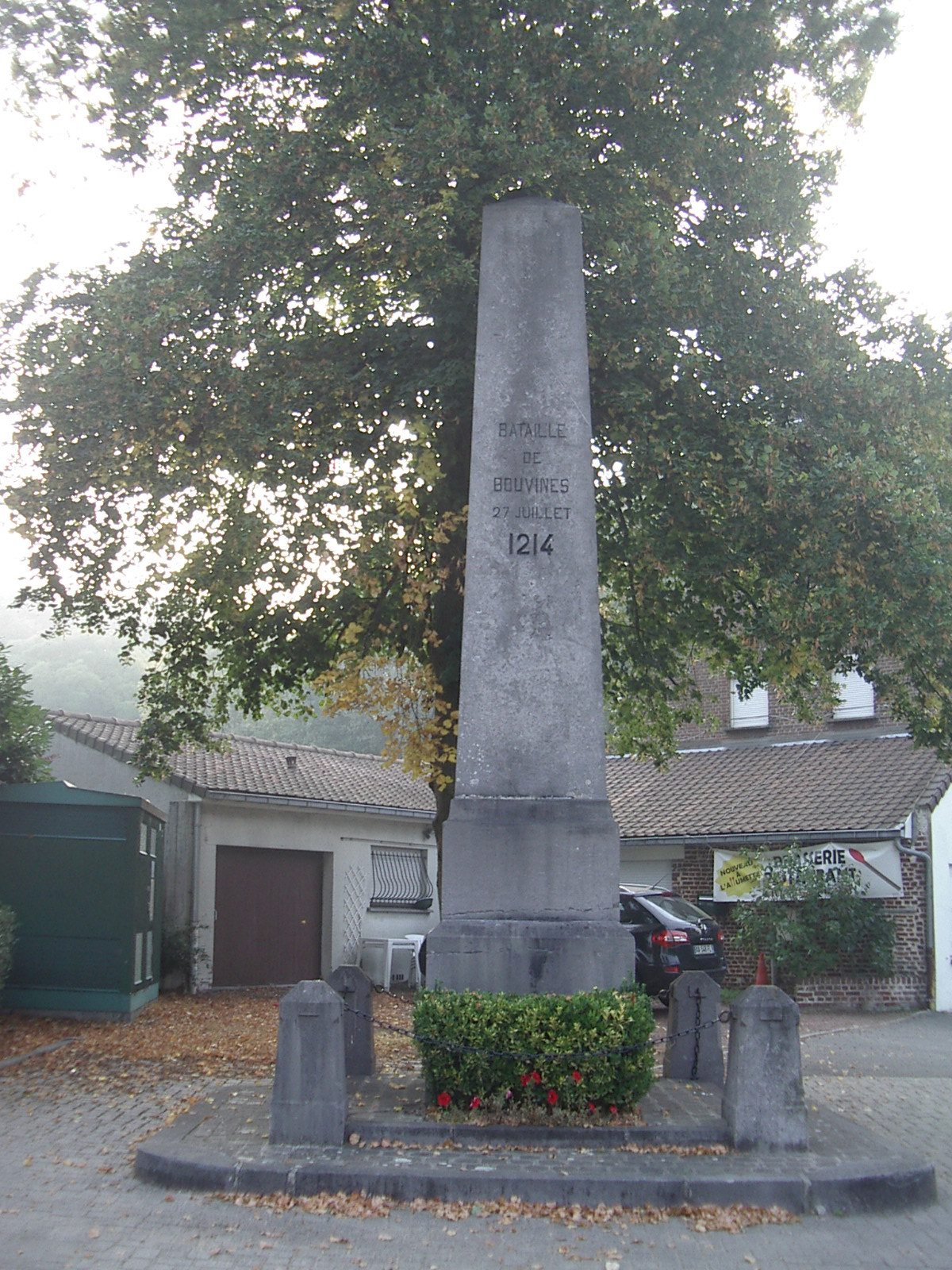
Obelisk
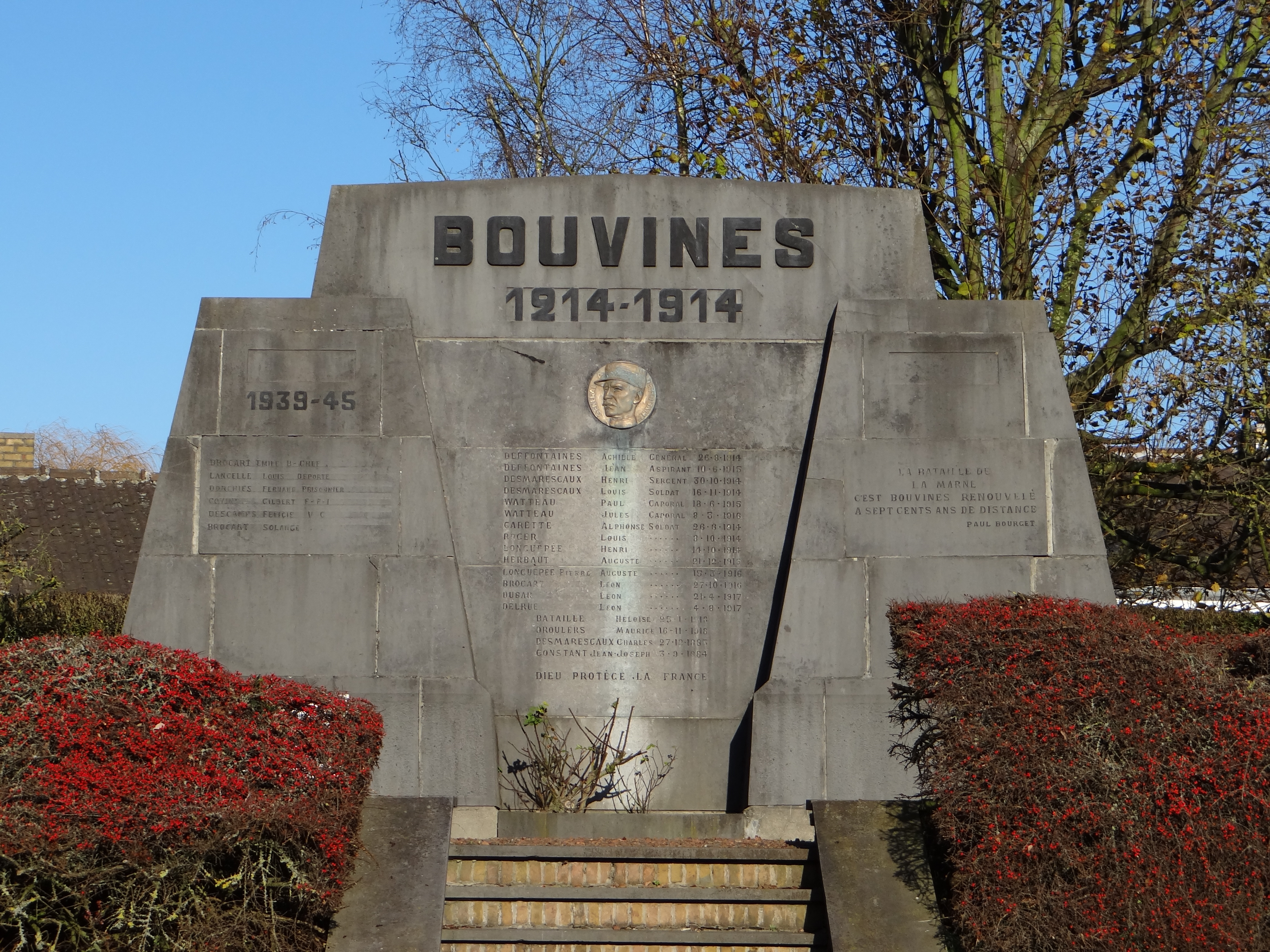
Kriegerdenkmal
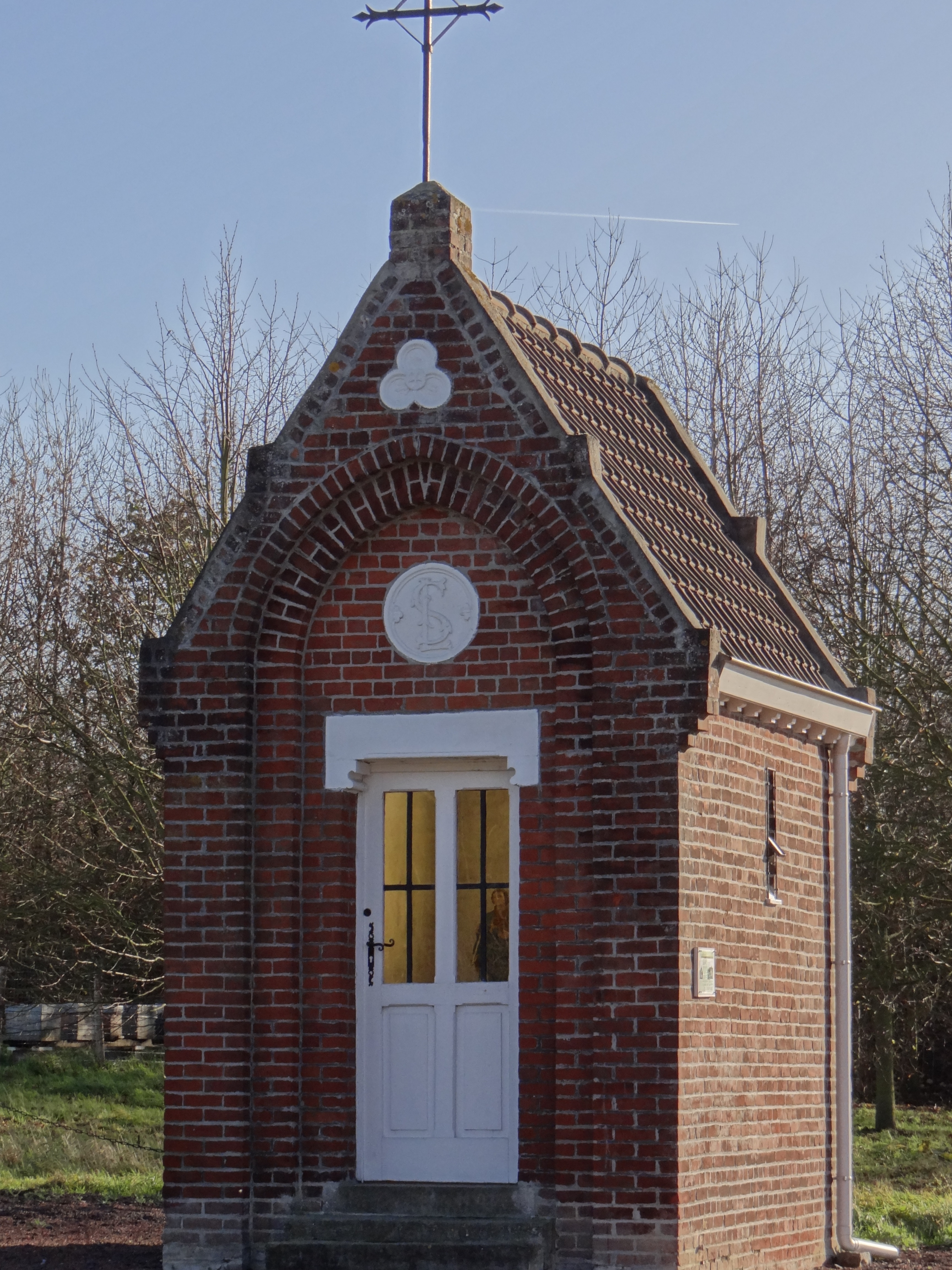
Kapelle Saint-Léonard
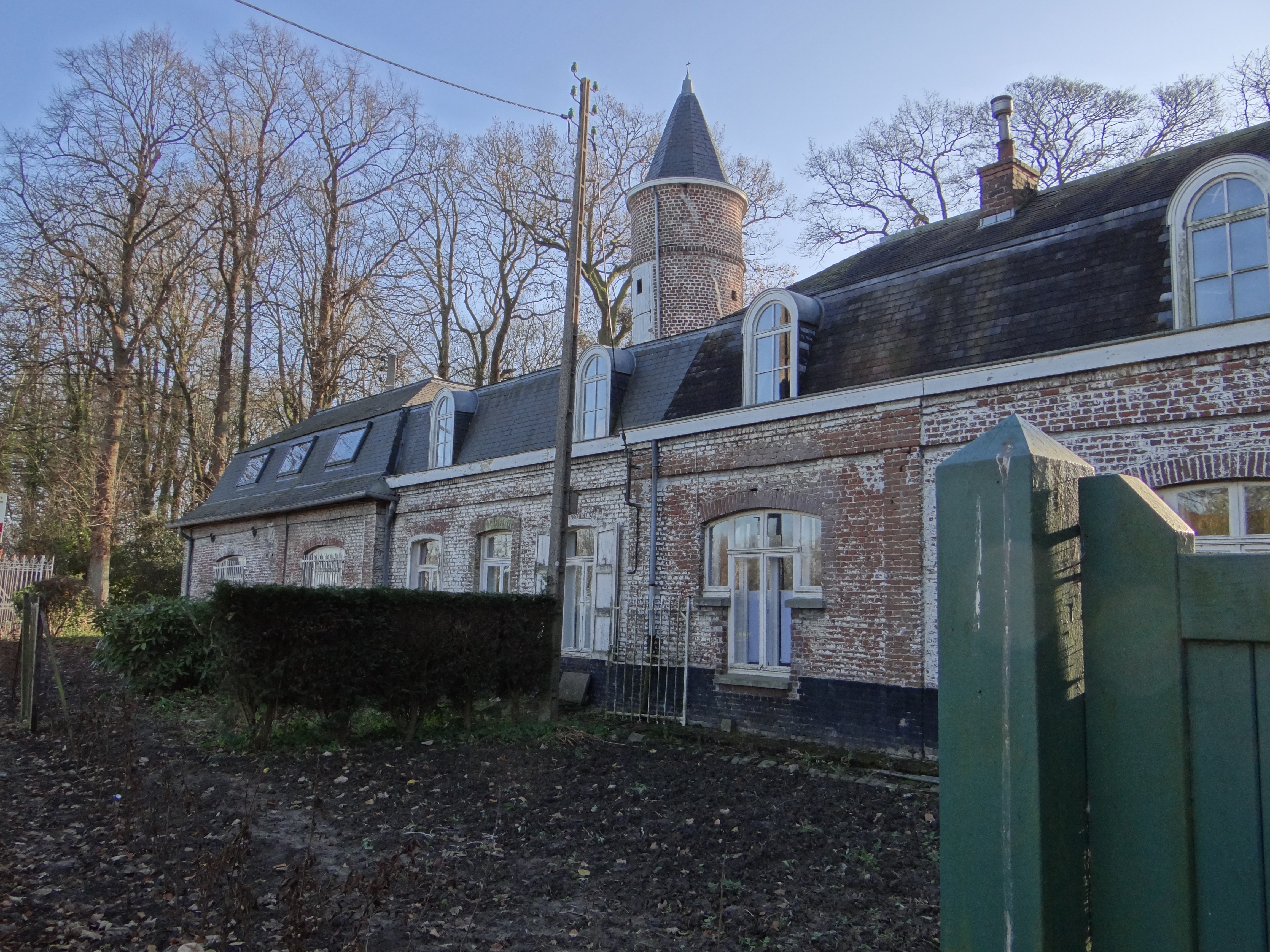
Dominikaner-Kloster
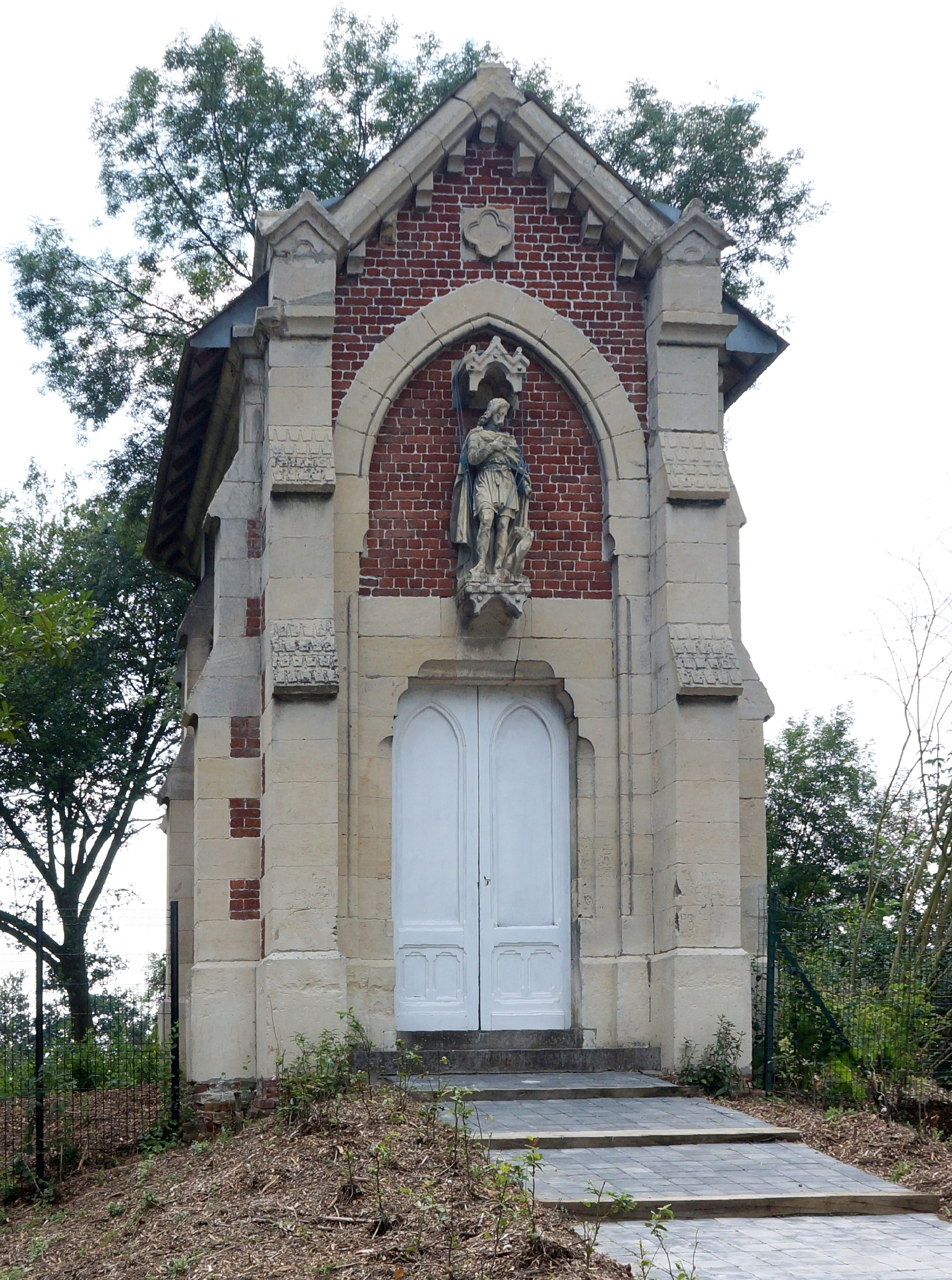
Kapelle Saint-Hubert